# Washington DC polgármestereinek listája
Ez a lista az Amerikai Egyesült Államok Washington főváros polgármestereit sorolja föl. Columbia Kerület (District of Columbia) és Washington város területe egybeesik és egyetlen önkormányzat igazgatja őket. A legtöbbször praktikus szempontból egynek tekintik őket. A kerületben legutóbb 1871-ben volt két önkormányzat, amikor Georgetown elvesztette önállóságát. Az önkormányzat és a polgármester hatáskörei szűkebbek, mint másutt az Egyesült Államokban, mivel a város és a kerület felett a kongresszus rendelkezik fennhatósággal. A kerület lakóinak teljes kongresszusi képviselete sincs, a Képviselőház munkájában csak egy, mindössze tanácskozási joggal rendelkező megbízottjuk van, viszont az elnökválasztásban részt vehetnek, három elektori szavazattal.
Köznapi neve angolul D.C. (kiejtve díszí), vagy egyszerűen Washington. Korábban Federal City (Szövetségi Város) vagy Washington City (Washington Város) neveken is emlegették. A D.C. nevet azért használják gyakran, hogy egyértelmű legyen, hogy Washington városról és nem Washington államról van szó.
A polgármestert négy évre választják, de nincs meghatározva az újraválasztás korlátja.
Jelenleg hivatalban a 8. polgármester a Demokrata Párthoz tartozó Muriel Bowser tölti be a kormányzói tisztséget 2015. január 2-től. (Ebben a számban csak a jelenlegi rendszerben – közvetlenül megválasztott – polgármesterek szerepelnek.)
A pártmegoszlás az alábbi volt:   
- Demokrata: 8

## Washington város polgármestere (1802–1871)
Ez a lista a már megszűnt Washington város polgármestereit tartalmazza. A polgármester joga volt a városi szolgáltatások, rendszerek, valamint a helyi adókivetés szervezése. Az egyéb kérdésekben viszont az Amerikai Egyesült Államok elnöke döntött. 1801 és 1812 között a polgármestert az elnök nevezte ki, 1812 és 1820 között a városi tanács választotta meg, 1820 és 1871 között a választók közvetlenül választhatták meg elöljárójukat. A város területe a mai Old City területét ölelte fel, a Rock Creektől nyugatra lévő területe, északon a Florida Ave, keletről és délről az Anacostia folyó határolta.
| Kép | Polgármester           | Hivatali idő kezdete | Hivatali idő vége   |
| --- | ---------------------- | -------------------- | ------------------- |
|     | Robert Brent           | 1802. június 1.      | 1812. június 8.     |
|     | Daniel Rapine          | 1812. június 8.      | 1813. június 14.    |
|     | James H. Blake         | 1813. június 14.     | 1817. június 9.     |
|     | Benjamin G. Orr        | 1817. június 9.      | 1819. június 14.    |
|     | Samuel N. Smallwood    | 1819. június 14.     | 1822. június 14.    |
|     | Thomas Carbery         | 1822. június 14.     | 1824. június 14.    |
|     | Samuel N. Smallwood    | 1824. június 14.     | 1824. október 24.   |
|     | Roger C. Weightman     | 1824. október 24.    | 1827. június 11.    |
|     | Joseph Gales           | 1827. június 11.     | 1830. június 14.    |
|     | John P. Van Ness       | 1830. június 14.     | 1834. június 9.     |
|     | William A. Bradley     | 1834. június 9.      | 1836. június 13.    |
|     | Peter Force            | 1836. június 13.     | 1840. június 8.     |
|     | William Winston Seaton | 1840. június 8.      | 1850. június 10.    |
|     | Walter Lenox           | 1850. június 10.     | 1852. június 14.    |
|     | John W. Maury          | 1852. június 14.     | 1854. június 12.    |
|     | John T. Towers         | 1854. június 12.     | 181856. június 9.56 |
|     | William B. Magruder    | 1856. június 9.      | 1858. június 14.    |
|     | James G. Berret        | 1858. június 14.     | 1861. augusztus 26. |
|     | Richard Wallach        | 1861. augusztus 26.  | 1868. június 8.     |
|     | Sayles J. Bowen        | 1868. június 8.      | 1870. június 13.    |
|     | Matthew G. Emery       | 1870. június 13.     | 1871. február 28.   |

## Georgetown város polgármesterei (1790–1871)
Georgetown egy korábban létezett település, mely 1801-ig Maryland államhoz tartozott, amikor is átkerült a Szövetségi kerülethez, mint önálló település. Önállóságát 1871-ben veszítette el, amikor Washington megyét, Washington DC-t és Georgetown települést összevonták. A polgármestert egy évre választották, de nem volt meghatározva a terminus limite. 

| Kép | Polgármester        | Hivatali idő kezdete | Hivatali idő vége |
| --- | ------------------- | -------------------- | ----------------- |
|     | Robert Peter        | 1790                 | 1791              |
|     | Thomas Beale        | 1791                 | 1792              |
|     | Uriah Forrest       | 1792                 | 1793              |
|     | John Threlkeld      | 1793                 | 1794              |
|     | Pedro Casenave      | 1794                 | 1795              |
|     | Thomas Turner       | 1795                 | 1796              |
|     | Daniel Reintzel     | 1796                 | 1797              |
|     | Lloyd Beall         | 1797                 | 1799              |
|     | Daniel Reintzel     | 1799                 | 1804              |
|     | Thomas Corcoran     | 1805                 | 1806              |
|     | Daniel Reintzel     | 1806                 | 1807              |
|     | Thomas Corcoran     | 1808                 | 1810              |
|     | David Wiley         | 1811                 | 1812              |
|     | Thomas Corcoran     | 1812                 | 1813              |
|     | John Peter          | 1813                 | 1818              |
|     | Henry Foxall        | 1819                 | 1820              |
|     | John Peter          | 1821                 | 1822              |
|     | John Cox            | 1823                 | 1845              |
|     | Henry Addison       | 1845                 | 1857              |
|     | Richard R. Crawford | 1857                 | 1861              |
|     | Henry Addison       | 1861                 | 1867              |
|     | Charles D. Welch    | 1867                 | 1869              |
|     | Henry M. Sweeney    | 1869                 | 1871              |

## A Columbiai kerület kormányzói (1871–1874)
1871-ben a kongresszus döntése alapján létrejött az egységes kormányzat a Szövetségi kerület teljes területén. A kormányzót az elnök nevezte ki, elvileg négy évre, viszont a rendszer életképtelennek minősült, ezért rövid időn belül megszüntették. 

| # | Kép | Kormányzó             | Hivatali idő kezdete | Hivatali idő vége    | Párt                 |
| - | --- | --------------------- | -------------------- | -------------------- | -------------------- |
| 1 |     | Henry D. Cooke        | 1871. február 28.    | 1873. szeptember 13. | 40x40px[halott link] |
| 2 |     | Alexander R. Shepherd | 1873. szeptember 13. | 1874. június 20.     | 40x40px[halott link] |

## A vezető tanács elnökei (1874–1967)
1874 és 1967 között a várost egy három tagú testület vezette, amelynek egyik tagja a Demokrata Párt, másik tagja a Republikánus Párt tagja, harmadik tagja pedig párton kívüli szakértő volt. A három tagú testület magából választott elnököt, akit az elnök erősített meg. Jogköre nem volt teljesen megegyező a polgármesterek jogkörével, gyakorlatban ügyvezetői státuszban volt.

| #  | Kép | Elnök                           | Hivatali idő kezdete | Hivatali idő vége    | Párt                 | Egyéb szövetségi (választott) tisztségei                         |
| -- | --- | ------------------------------- | -------------------- | -------------------- | -------------------- | ---------------------------------------------------------------- |
| 1  |     | William Dennison                | 1874. július 1.      | 1878. július 1.      | 40x40px[halott link] | Ohio kormányzója (1860–1862) Az USA főpostamestere (1864 – 1866) |
| 2  |     | Seth Ledyard Phelps             | 1878. július 1.      | 1879. november 29.   | 40x40px[halott link] | Az USA-t képviselő miniszter Peruban (1884-1885)                 |
| 3  |     | Josiah Dent                     | 1879. november 29.   | 1882. július 17.     | 40x40px[halott link] |                                                                  |
| 4  |     | Joseph Rodman West              | 1882. július 17.     | 1883. március 29.    | 40x40px[halott link] | Az USA szenátora (Louisiana képviseletében) (1871–1877)          |
| 5  |     | James Barker Edmonds            | 1883. március 29.    | 1886. január 1.      | 40x40px[halott link] |                                                                  |
| 6  |     | William Benning Webb            | 1886. január 1.      | 1889. május 21.      | FÜGG                 |                                                                  |
| 7  |     | John Watkinson Douglass         | 1889. május 21.      | 1893. március 1.     | FÜGG                 |                                                                  |
| 8  |     | John Wesley Ross                | 1893. március 1.     | 1898. június 1.      | 40x40px[halott link] |                                                                  |
| 9  |     | John Brewer Wright              | 1898. június 1.      | 1900. május 9.       | FÜGG                 |                                                                  |
| 10 |     | Henry Brown Floyd MacFarland    | 1900. május 9.       | 1910. január 24.     | 40x40px[halott link] |                                                                  |
| 11 |     | Cuno Hugo Rudolph               | 1910. január 24.     | 1913. február 28.    | FÜGG                 |                                                                  |
| 12 |     | Oliver Peck Newman              | 1913. február 28.    | 1917. október 9.     | FÜGG                 |                                                                  |
| 13 |     | Louis Brownlow                  | 1917. október 9.     | 1920. szeptember 17. | 40x40px[halott link] |                                                                  |
| 14 |     | Charles Willauer Kutz ezredes   | 1920. szeptember 17. | 1920. szeptember 25. | FÜGG                 | ideiglenesen                                                     |
| 15 |     | John Thilman Hendrick           | 1920. szeptember 25. | 1921. március 4.     | FÜGG                 |                                                                  |
| 16 |     | Cuno Hugo Rudolph               | 1921. március 15.    | 1926. december 4.    | FÜGG                 |                                                                  |
| 17 |     | Proctor L. Dougherty            | 1926. december 4.    | 1930. április 10.    | FÜGG                 |                                                                  |
| 18 |     | Dr. Luther Halsey Reichelderfer | 1930. április 10.    | 1933. november 16.   | FÜGG                 |                                                                  |
| 19 |     | Melvin Colvin Hazen             | 1933. november 16.   | 1941. július 15.     | FÜGG                 |                                                                  |
| 20 |     | John Russell Young              | 1941. július 29.     | 1952. június 2.      | FÜGG                 |                                                                  |
| 21 |     | F. Joseph Donohue               | 1952. június 2.      | 1953. április 6.     | FÜGG                 |                                                                  |
| 22 |     | Samuel Spencer                  | 1953. április 6.     | 1956. április 6.     | FÜGG                 |                                                                  |
| 23 |     | Robert E. McLaughlin            | 1956. április 6.     | 1961. július 27.     | FÜGG                 |                                                                  |
| 24 |     | Walter Nathan Tobriner          | 1961. július 27.     | 1967. november 7.    | 40x40px[halott link] |                                                                  |

## Vezetői tanács elnöke (1967–1975)
Lyndon B. Johnson elnök 1967-ben beterjesztette a kongresszusnak, Washington DC vezetésének reformját. A három biztost egy vezetői tanács elnökére, egy helyettesre, illetve egy kilenctagú vezetői tanácsra változtatta meg. Az elnök és a helyettese négy évig, a tanácstagok három évig tölthették be hivatalukat. A tanácsban egy párt maximum hat fővel képviselhette magát. Valamennyi tanácstagnak a kerület lakosai közül kellett kikerülnie. Az első tanács tagjai John W. Hechinger, Walter E. Fauntroy, Stanley J. Anderson, Margaret A. Haywood, John A. Nevius, William S. Thompson, J.C. Turner, Polly Shackleton, és Joseph P. Yeldell voltak.

| Vezetői tanács elnöke | Vezetői tanács elnöke | Hivatali idő kezdete | Hivatali idő vége | Párt                 |
| --------------------- | --------------------- | -------------------- | ----------------- | -------------------- |
|                       | Walter Washington     | 1967. november 7.    | 1975. január 2.   | 40x40px[halott link] |

## A Szövetségi kerület polgármesterei (1975–)
Az 1967-ben elfogadott rendszer megmaradt, azzal a kitétellel, hogy a tagokat és a polgármestert közvetlenül választják meg. 

| A Szövetségi kerület polgármesterei | A Szövetségi kerület polgármesterei | A Szövetségi kerület polgármesterei | A Szövetségi kerület polgármesterei | A Szövetségi kerület polgármesterei | A Szövetségi kerület polgármesterei |
| Demokrata Párt Republikánus Párt    | Demokrata Párt Republikánus Párt    | Demokrata Párt Republikánus Párt    | Demokrata Párt Republikánus Párt    | Demokrata Párt Republikánus Párt    | Demokrata Párt Republikánus Párt    |
| Nr.                                 | Kép                                 | Polgármester                        | Hivatali idő                        | Párt                                | Terminus                            |
| ----------------------------------- | ----------------------------------- | ----------------------------------- | ----------------------------------- | ----------------------------------- | ----------------------------------- |
| 1                                   |                                     | Walter Washington                   | 1975. január 2. – 1979. január 2.   | 40x40px[halott link]                | 1 (1974)                            |
| 2                                   |                                     | Marion Barry                        | 1979. január 2. – 1991. január 2.   | 40x40px[halott link]                | 2 (1978)                            |
| 2                                   | 3 (1982)                            | Marion Barry                        | 1979. január 2. – 1991. január 2.   | 40x40px[halott link]                |                                     |
| 2                                   | 4 (1986)                            | Marion Barry                        | 1979. január 2. – 1991. január 2.   | 40x40px[halott link]                |                                     |
| 3                                   |                                     | Sharon Pratt Kelly                  | 1991. január 2. – 1995. január 2.   | 40x40px[halott link]                | 5 (1990)                            |
| 4                                   |                                     | Marion Barry                        | 1995. január 2. – 1999. január 2.   | 40x40px[halott link]                | 6 (1994)                            |
| 5                                   |                                     | Anthony A. Williams                 | 1999. január 2. – 2007. január 2.   | 40x40px[halott link]                | 7 (1998)                            |
| 5                                   | 8 (2002)                            | Anthony A. Williams                 | 1999. január 2. – 2007. január 2.   | 40x40px[halott link]                |                                     |
| 6                                   |                                     | Adrian Fenty                        | 2007. január 2. – 2011. január 2.   | 40x40px[halott link]                | 9 (2006)                            |
| 7                                   |                                     | Vincent C. Gray                     | 2011. január 2. – 2015. január 2.   | 40x40px[halott link]                | 10 (2010)                           |
| 8                                   |                                     | Muriel Bowser                       | 2015. január 2. – hivatalban        | 40x40px[halott link]                | 11 (2014)12 (2018)                  |